# Johann Thullner
Johann Thullner (* 29. August 1880 in Mosonszolnok, Ungarn; † 9. Juni 1937 in Neusiedl am See, Burgenland, Österreich) war ein ungarisch-österreichischer Geistlicher und ein in Österreich tätiger Politiker.

## Leben

### Frühes Leben
Johann Thullner absolvierte die Volksschule und das Gymnasium und begann in Győr das Studium der Theologie. Im Alter von 24 Jahren empfing Thullner 1904 die Priesterweihe.
Danach war Thullner in einigen österreichischen und ungarischen Gemeinden als Kaplan tätig, darunter Markt Sankt Martin, Wieselburg, Tata und Mosonmagyaróvár. 1916 wurde er Domkaplan in Sopron, und drei Jahre später, im Jahr 1919, Pfarrer in Neusiedl am See. Im Jahr 1931 wurde er in das Amt eines Prälaten eingeführt.

### Politische Karriere
Thullner begann um etwa 1920 auch eine Laufbahn als Politiker. 1922 trat er der CSP bei, von der er im Juli 1922 als Abgeordneter in den Österreichischen Nationalrat entsendet wurde. Nach seinem Ausscheiden aus dem Nationalrat, im November 1923, wurde Thullner von Januar 1924 bis Mai 1927 Mitglied im Österreichischen Bundesrat. Gleichzeitig übernahm er in der Zeit zwischen Juni und November 1925 die Agenden des Bundesratspräsidenten.
1927 wurde Thullner als Abgeordneter in den Burgenländischen Landtag entsandt. Auch hier übernahm er im Lauf der kommenden Jahre einige Ämter. So übte er zwischen 1927 und 1929 die Agenden eines Landesrats aus, ehe er von 1929 bis 1930 zum Landeshauptmann des Burgenlands gewählt wurde. Zuletzt saß er von 1930 bis 1933 dem Landtag als Landtagspräsident vor.
Über das Leben von Johann Thullner nach 1933 ist nichts bekannt. Er starb vier Jahre später, im Alter von erst 56 Jahren.

### Sonstiges
Er war Ehrenmitglied der katholischen Studentenverbindungen KaV Austro-Peisonia Wien und KHV Babenberg Wien im ÖCV.